# Pozzo sacro Is Pirois
Il pozzo sacro di Is Pirois è un monumento archeologico, pozzo sacro nuragico situato in località Is Pirois nel territorio del comune di Villaputzu, nella città metropolitana di Cagliari. È caratterizzato da una pseudocupola (tholos) intatta ed una seconda camera, in parte distrutta, sopra questa.

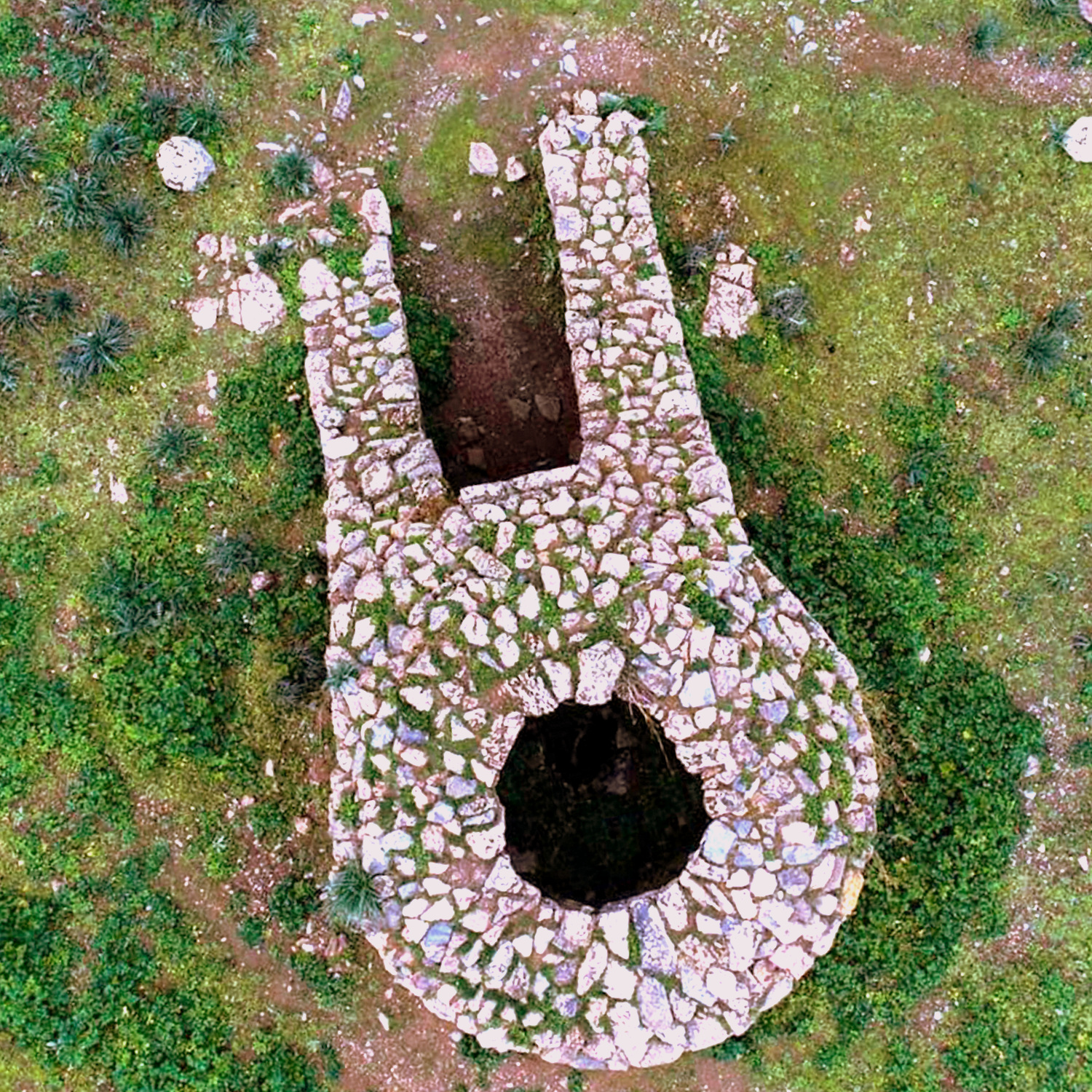
Pozzo sacro Is Pirois veduta sommitale

## Introduzione
Fu scoperto in modo occasionale in seguito alla costruzione di una stalla poco più a monte del pozzo sacro e fu oggetto di scavo a partire dal 1982 da parte di Maria Luisa Ferrarese Ceruti ma il lavoro rimase inedito a causa della scomparsa dell'archeologa. Nel 2002 vennero effettuati lavori di stabilizzazione a cura di Donatella Salvi.
L'area è stata sottoposta a vincolo ed acquisita dal Comune di Villaputzu che ne segue la conservazione ed ha programmato campagne di scavo ulteriori. Il monumento non è stato datato in modo diretto, ma la somiglianza con altri pozzi ne indica la costruzione tra il bronzo finale e la prima età del ferro, cioè tra il 1200 ed il 720 a.C.

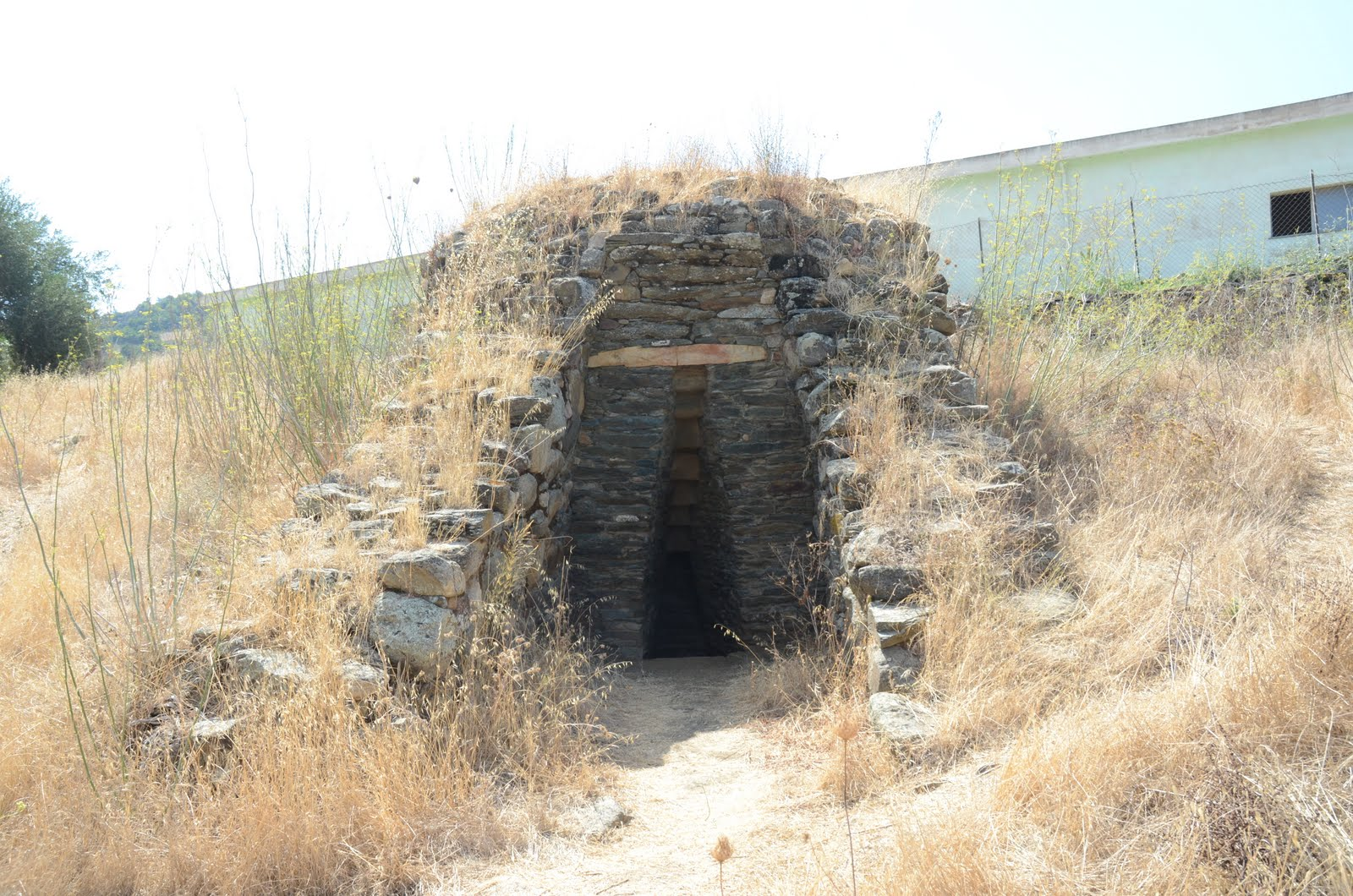
Pozzo sacro Is Pirois, veduta frontale

### Dati tecnici
- Costruzione: pietra locale (scisto)
- Pozzo: forma circolare diametro minore di 1 m
- Tholos: intatta forma conica, dimetro circa 75 cm, oculus aperto
- Altezza totale (pozzo + tholos): 4 m
- Scala:
  - larghezza minore di 1 m
  - 8 gradini
  - soffitto a scala rovescia
- vestibolo rettangolare
  - larghezza circa 2 m
  - lunghezza circa 3,50 m
- presenza di una camera superiore con diametro interno di circa 2,80 m e volta a tholos incompleta. [1][2]

## Descrizione
Il pozzo sorge in una zona isolata, dista circa 250 m dal Torrente Quirra e si trova di fronte ad una collina sulla cui sommità si trovano i resti del nuraghe Nurresu, forse parte di un villaggio nuragico.
L'edificio è posto su un lieve pendio e gli si adatta evidenziando un corpo di maggior altezza a valle ed uno di minor altezza a monte. 
Presenta la classica architettura del pozzo sacro nuragico con atrio ben definito, senza sedili, scala di discesa con otto gradini coperti e soffitto scalonato composto da architravi a scala rovescia che immette alla camera sotterranea a sua volta dotata di una copertura a tholos conica (molto stretta). La camera del pozzo è sormontata da un'altra camera con la quale comunica solo attraverso il foro sommitale (oculus) della tholos. Il pozzo è alimentato da una sorgente perenne le cui acque sono potabili. L'accurata maestria con la quale sono stati edificati i singoli elementi della struttura, denota una notevole conoscenza delle tecniche di costruzione nuragiche.

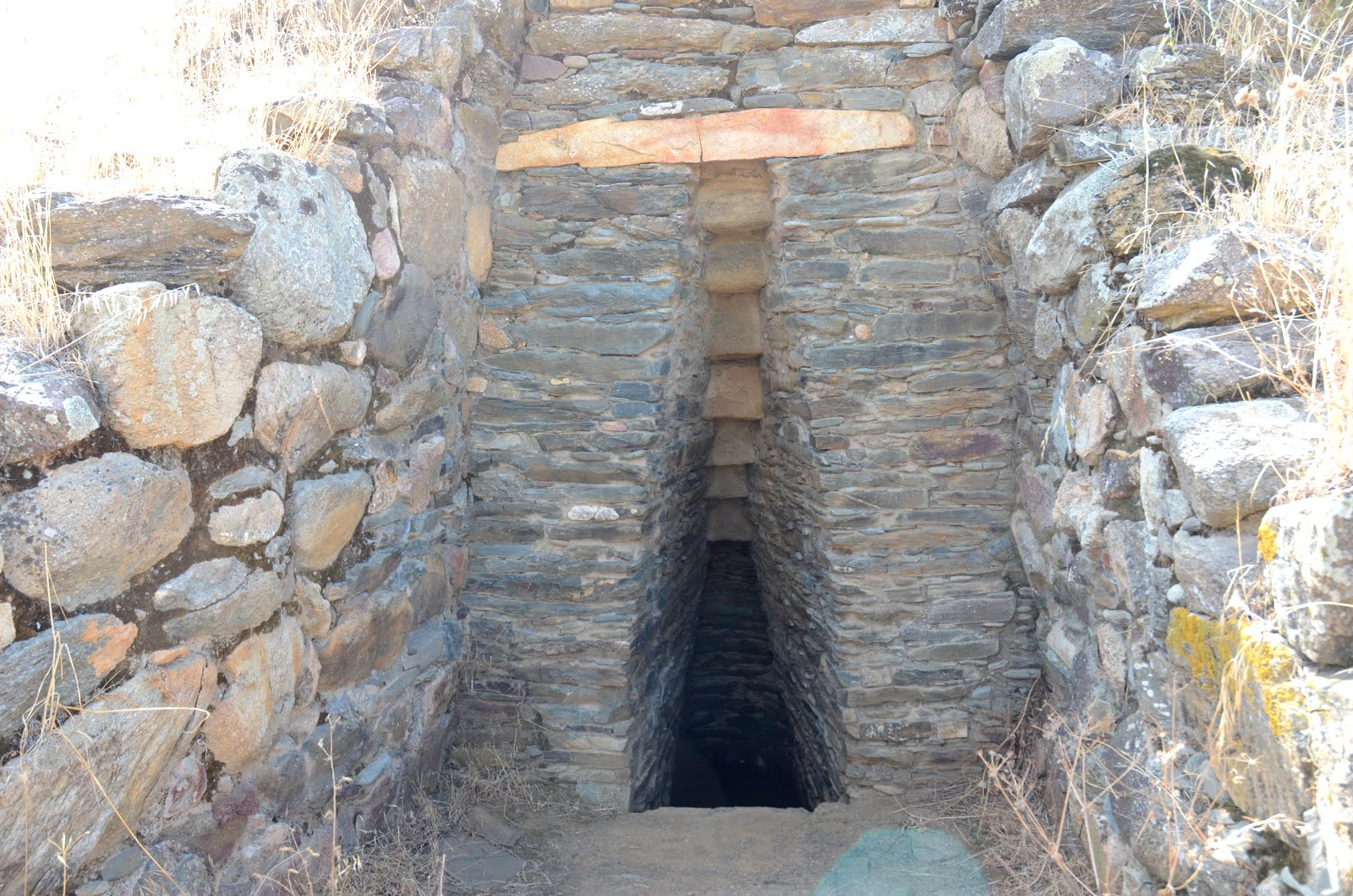
Pozzo sacro Is Pirois, accesso alla scala con l'architrave in evidenza

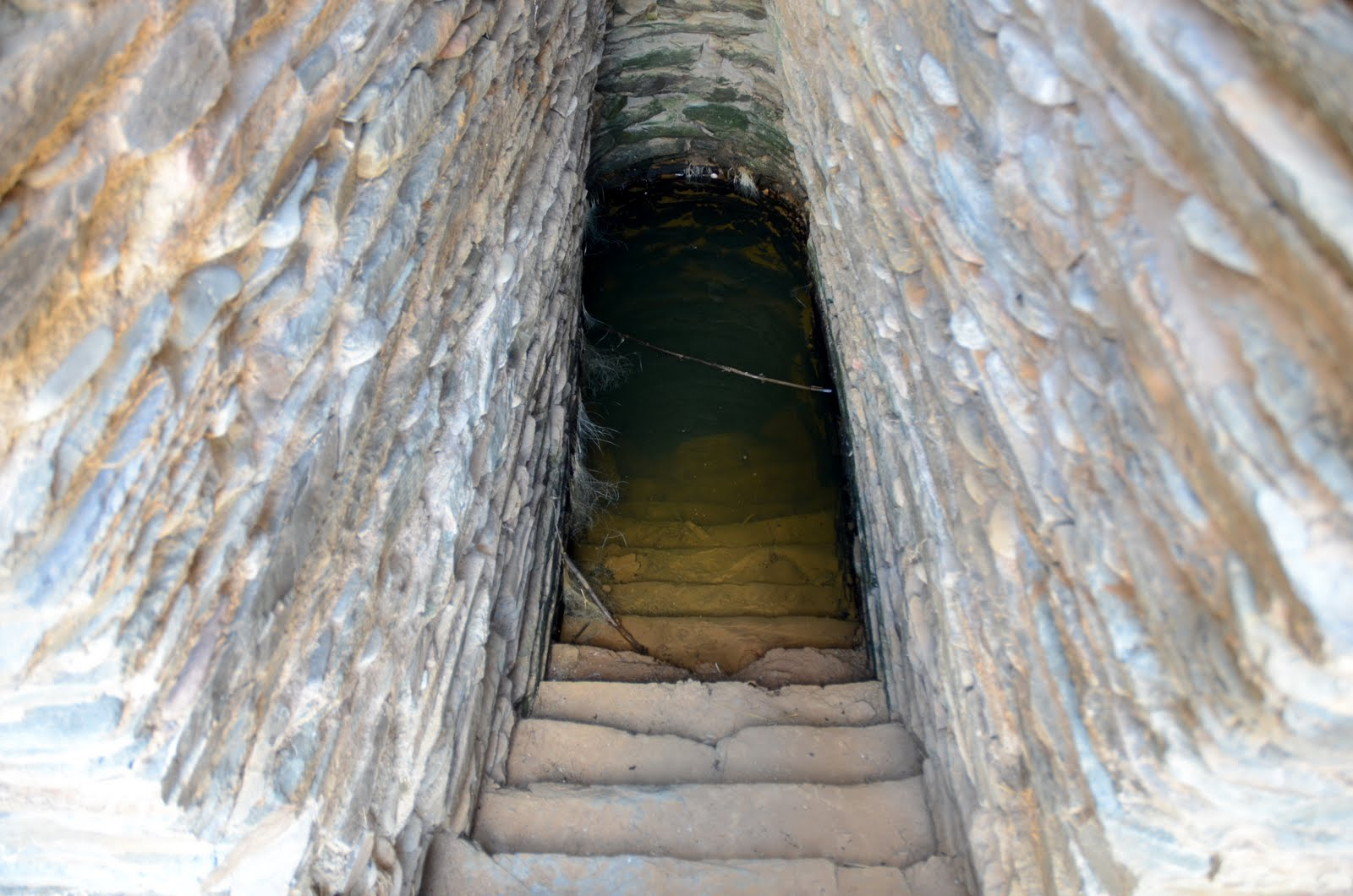
Pozzo sacro Is Pirois, scala

L'opera è tutta costruita in pietra locale (scisto) ed evidenzia due tipi ben distinti di muratura: quella esterna del pozzo, del vestibolo e della camera superiore è costituita da pietre poligonali piuttosto grandi e poco rifinite e quella della facciata e dell'interno della canna del pozzo è invece costituita da lastrine di piccole dimensioni, sovrapposte di taglio. Salvi ritiene che l'uso di due diverse murature sia stata una scelta estetica ben precisa piuttosto che puramente funzionale, sebbene la pietra piccola abbia consentito una più facile costruzione della tholos il cui diametro interno non supera i 75 cm. La facciata presenta un architrave, sopra l'accesso alla scala, realizzata in scisto chiaro che, mantenendo la stessa geometria delle altre pietre, pur in dimensioni maggiorate, crea un forte contrasto cromatico con la pietra scura della facciata. L'atrio ed il corpo esterno del pozzo sono realizzati, come detto, in pietre poligonali in perfetta continuità l'uno con l'altro ed appoggiati ad un'unica fondazione che sorregge anche la facciata, fatto che evidenzia una organicità nella realizzazione ed una chiara aderenza ad un progetto ben definito.
La particolarità del pozzo scaro Is Pirois è costituita dalla presenza, sopra alla tholos della camera sotterranea, di una seconda struttura anch'essa voltata a tholos, in buon a parte distrutta, che viene spesso indicata come nuraghe monotorre. Si tratta di un'appendice al pozzo sacro presente anche in quelli di Sa testa di Olbia e di Sa Brecca di Tertenia. Contu, nel suo studio sulla ricostruzione delle parti in elevazione dei pozzi sacri, sostiene che essi, in quanto oggetto di importanti culti, non potevano non dimostrare la loro importanza nel paesaggio e quindi dovevano disporre di una struttura in elevazione oltre il piano di campagna che li rendesse ben visibili. 

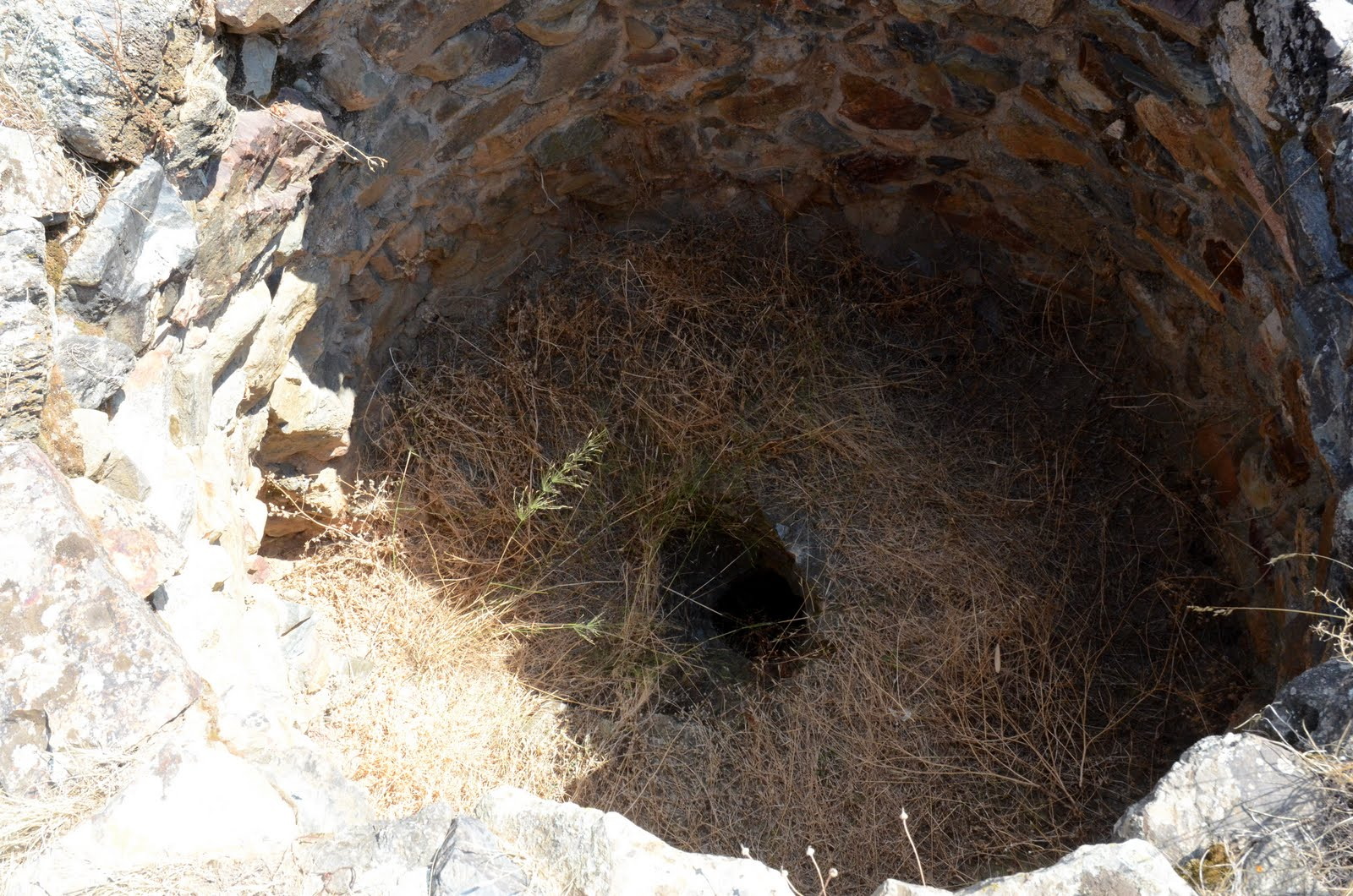
Pozzo sacro Is Pirois, oculus della tholos visto dalla camera superiore

La camera superiore risulta priva di accessi e comunica con la camera inferiore solo tramite il suo oculus. Sembra difficile che potesse avere un ingresso ad una quota maggiore e se così fosse stato tale ingresso non avrebbe avuto un collegamento a livello né col piano di pavimento della camera né col piano di campagna. Tuttavia Salvi ipotizza che in tale camera superiore durante particolari riti «qualcuno o qualcosa» dovesse trovare posto in questa camera. Contu ne dà una possibile interpretazione strutturale come camera di scarico della tholos inferiore ed artificio murario di pura elevazione del pozzo rispetto al suolo. La camera superiore avrebbe potuto avere una copertura conica o a cupola.
Anche l'atrio doveva originariamente essere coperto con un tetto a doppio spiovente in pietra, secondo il modello di Su Tempiesu oppure, più semplicemente, con struttura in legno ricoperta di materiale vegetale.